# Acanthistius patachonicus
Acanthistius patachonicus, thường được gọi là cá mú Argentina, là một loài cá biển thuộc chi Acanthistius trong họ Cá mú. Loài này được mô tả lần đầu tiên vào năm 1840.

## Phân bố và môi trường sống
A. patachonicus có phạm vi phân bố tương đối nhỏ hẹp ở vùng biển Tây Nam Đại Tây Dương. Chúng là loài đặc hữu của Argentina, và chỉ được tìm thấy ở khu vực miền trung nước này. A. patachonicus sống xung quanh các rạn san hô, giữa các kẽ đá hoặc trong các hang động ở các hồ thủy triều. Không rõ độ sâu sinh sống của loài này.

## Mô tả
A. patachonicus trưởng thành đạt kích thước khoảng 31 cm. Cơ thể có màu nâu hoặc màu đồng thau, với các vệt ngoằn ngoèo màu sẫm trải đều khắp thân. Trên thân còn có 3 - 4 dải sọc hẹp màu nâu sẫm. Vây lưng và vây hậu môn có những đốm đen nhỏ. Vây đuôi tròn.
Số gai ở vây lưng: 12 - 13; Số vây tia mềm ở vây lưng: 15 - 16; Số gai ở vây hậu môn: 2; Số vây tia mềm ở vây hậu môn: 8; Số vây tia mềm ở vây ngực: 17 - 18.